# Omaheke
Omaheke – jeden z 14 regionów administracyjnych Namibii, ze stolicą w Gobabis.

## Granice regionu
Granicą regionu na północnym zachodzie i północy jest region Otjozondjupa, na wschodzie jest to granica państwowa z Botswaną, na południu region Hardap, a na zachodzie Khomas.

## Podział administracyjny
Omaheke dzieli się na siedem okręgów: Aminuis, Epukiro, Gobabis, Kalahari, Otjinene, Otjombinde i Steinhausen.